# 단백질 설계
단백질 설계(蛋白質設計, 영어: protein design)은 단백질의 새로운 활동, 행동 또는 목적을 설계하고 단백질 기능에 대한 기본적인 이해를 향상시키기 위해 새로운 단백질 분자의 합리적인 설계법을 찾아가는 과정이다. 단백질은 스크래치(do novo 설계) 또는 공지된 단백질 구조 및 서열의 계산된 변이체를 만들어서 설계(단백질 재 설계) 할 수 있다. 합리적인 단백질 설계 접근법은 특정 구조로 접힐 단백질 서열 예측을 한다. 이러한 예측된 서열은 펩타이드 합성, 부위 지향 돌연변이 유발 또는 인공 유전자 합성과 같은 방법을 통해 실험적으로 검증 될 수 있다. 

## 같이 보기
- 단백질 공학